# Hamza
Hamza ibn 'Abdul Muttalib byl strýc Mohameda. Zpočátku nebyl muslim, ale zastával se Mohameda jako člena své rodiny a často ho chránil proti fyzickým útokům pohanů. Časem přistoupil na islám a díky své síle a odvaze získal přezdívku Assadu l-láh = Lev Alláha. Zúčastnil se bitvy u Badru, kde muslimové i přes menší počet vyhráli. Hamza zemřel v bitvě u Uhudu v roce 625.